# أنطون بارتن
أنطون بيتر بارتن (بالإنجليزية: Anton Peter Barten)‏ (14 يناير 1930 – 15 يونيو 2016) هو عالم اقتصاد هولندي راحل.
ولد بارتن في أمستردام. ودرس الاقتصاد في جامعة أمستردام ثم تحصّل على درجة الدكتوراة من جامعة إراسموس روتردام. عمل لاحقًا في معهد الاقتصاد السياسي في الجامعة ذاتها في أواخر الخمسينيات. وفيها برز اهتمامه بمجال طلبات المستهلكين. في عام 1966، عمل بارتن في مركز عمليات وأبحاث الاقتصاد القياسي في لوفان ببلجيكا، والذي كان قد أنشأه جاك دريزي.
ساهم بارتن مع نهاية ثمانيات القرن العشرين في بناء مركز أبحاث الاقتصاد في جامعة تيلبورخ (centER) في هولندا. ثم أصبح أول مدير للمركز. عاد بعد ذلك إلى لوفان ليشغل منصبًا في جامعة لوفان الكاثوليكية. وفي عام 2008، منح بارتن ميدالية تجالينغ كوبمانز من جامعة تيلبورخ عن دوره في تأسيس المركز "centER".
أصبح بارتن عضوًا في الأكاديمية الملكية الهولندية للفنون والعلوم عام 1984. وفي عام 1990، صار أيضًا عضوًا في الأكاديمية الأوروبية عام 1990. كما كان زميلًا لمجتمع الاقتصاد القياسي. توفي في لوفان.

## روابط خارجية
- صفحته في KU Leuven